# Ciro Ferrara
Ciro Ferrara [čiro ferara] (* 11. února 1967, Neapol) je bývalý italský fotbalista a později trenér. Nastupoval především na postu středního obránce.
S italskou reprezentací získal bronzovou medaili na mistrovství světa roku 1990. Dvě medaile má z mistrovství Evropy, bronzovou z roku 1988 a stříbrnou z roku 2000. Celkem za národní tým odehrál 49 utkání.
Velkých úspěchů dosáhl v evropských pohárech. S Juventusem Turín vyhrál Ligu mistrů UEFA 1995/96, Superpohár UEFA 1996 a Interkontinentální pohár 1996. S SSC Neapol sbírku doplnil ziskem Poháru UEFA v sezóně 1988/89. Celkem v evropských pohárech odehrál 96 utkání a vstřelil 4 góly.
Je osminásobným mistrem Itálie, šestkrát s Juventusem (1994/95, 1996/97, 1997/98, 2001/02, 2002/03, 2004/05), dvakrát s Neapolí (1986/87, 1989/90). S oběma těmito mužstvy získal též italský pohár, se Starou dámou v sezóně 1994/95, s Neapolí v ročníku 1986/87. Celou kariéru strávil v italské Serii A, odehrál v ní přesně 500 utkání a vstřelil 27 branek.

## Hráčská statistika
| Sezóna  | Klub     | Liga    | Liga   | Liga | Ligové poháry | Ligové poháry | Ligové poháry | Kontinentální poháry | Kontinentální poháry | Kontinentální poháry | Celkem | Celkem |
| Sezóna  | Klub     | Soutěž  | Zápasy | Góly | Soutěž        | Zápasy        | Góly          | Soutěž               | Zápasy               | Góly                 | Zápasy | Góly   |
| ------- | -------- | ------- | ------ | ---- | ------------- | ------------- | ------------- | -------------------- | -------------------- | -------------------- | ------ | ------ |
| 1984/85 | Neapol   | Serie A | 2      | 0    | IP            | 0             | 0             | -                    | 0                    | 0                    | 2      | 0      |
| 1985/86 | Neapol   | Serie A | 14     | 0    | IP            | 2             | 0             | -                    | 0                    | 0                    | 16     | 0      |
| 1986/87 | Neapol   | Serie A | 28     | 2    | IP            | 8             | 0             | UEFA                 | 2                    | 0                    | 38     | 2      |
| 1987/88 | Neapol   | Serie A | 23     | 1    | IP            | 7             | 0             | PMEZ                 | 2                    | 0                    | 32     | 1      |
| 1988/89 | Neapol   | Serie A | 27     | 0    | IP            | 8             | 0             | UEFA                 | 12                   | 1                    | 47     | 1      |
| 1989/90 | Neapol   | Serie A | 33     | 0    | IP            | 6             | 0             | UEFA                 | 6                    | 0                    | 45     | 0      |
| 1990/91 | Neapol   | Serie A | 29     | 2    | IP+IS         | 8+1           | 2+0           | PMEZ                 | 3                    | 0                    | 41     | 4      |
| 1991/92 | Neapol   | Serie A | 32     | 1    | IP            | 2             | 0             | -                    | 0                    | 0                    | 34     | 1      |
| 1992/93 | Neapol   | Serie A | 31     | 4    | IP            | 5             | 0             | UEFA                 | 3                    | 0                    | 39     | 4      |
| 1993/94 | Neapol   | Serie A | 28     | 2    | IP            | 0             | 0             | -                    | 0                    | 0                    | 28     | 2      |
| 1994/95 | Juventus | Serie A | 33     | 1    | IP            | 7             | 0             | UEFA                 | 9                    | 1                    | 49     | 2      |
| 1995/96 | Juventus | Serie A | 31     | 3    | IP+IS         | 1+1           | 0             | LM                   | 9                    | 0                    | 42     | 3      |
| 1996/97 | Juventus | Serie A | 32     | 4    | IP            | 3             | 0             | LM+ES+IP             | 11+2+1               | 0+1+0                | 49     | 5      |
| 1997/98 | Juventus | Serie A | 17     | 1    | IP+IS         | 2+1           | 0             | LM                   | 5                    | 0                    | 25     | 1      |
| 1998/99 | Juventus | Serie A | 18+1   | 0    | IP+IS         | 2+0           | 1             | LM                   | 3                    | 0                    | 24     | 1      |
| 1999/00 | Juventus | Serie A | 31     | 1    | IP            | 1             | 0             | Int.+UEFA            | 6+3                  | 0                    | 41     | 1      |
| 2000/01 | Juventus | Serie A | 23     | 1    | IP            | 1             | 0             | LM                   | 6                    | 0                    | 30     | 1      |
| 2001/02 | Juventus | Serie A | 22     | 3    | IP            | 4             | 1             | LM                   | 4                    | 0                    | 30     | 4      |
| 2002/03 | Juventus | Serie A | 25     | 0    | IP+IS         | 0             | 0             | LM                   | 12                   | 1                    | 37     | 1      |
| 2003/04 | Juventus | Serie A | 17     | 1    | IP+IS         | 4+1           | 0             | LM                   | 4                    | 0                    | 26     | 1      |
| 2004/05 | Juventus | Serie A | 4      | 0    | IP            | 1             | 0             | LM                   | 0                    | 0                    | 5      | 0      |
| Celkem  | Celkem   | Celkem  | 501    | 27   | -             | 76            | 4             | -                    | 103                  | 4                    | 680    | 35     |

## Reprezentační kariéra
Za reprezentaci odehrál 49 utkání a nevstřelil žádnou branku. První utkání odehrál v 20 letech 10. června 1987 proti Argentina (3:1). Poté jej trenér povolal na ME 1988, kde neodehrál žádné utkání. Za dva měsíce se zúčastnil OH 1988, kde odehrál pět zápasů. Byl i na domácím šampionátu MS 1990, ve kterém odehrál vítězné utkání o 3. místo, odtud bral bronzovou medaili. V roce 1991 se stává novým trenérem Sacchi a ten jej na úkor jiných hráčů nepovolává. Další zápasy hrál od roku 1995. Byl v nominaci na ME 1996, jenže kvůli zranění neodcestoval. To stejné se mu přihodilo i pro nominaci na MS 1998. Jeho poslední odehrané utkání bylo na stříbrném ME 2000 proti Švédsku (2:1).

### Statistika na velkých turnajích
| Reprezentace | Rok     | Zápasy                      | Zápasy | Zápasy    | Zápasy           | Zápasy           | Zápasy       |
| Reprezentace | Rok     | Fáze turnaje                | Datum  | Soupeř    | Odehraných minut | Vstřelené branky | Výsledek     |
| ------------ | ------- | --------------------------- | ------ | --------- | ---------------- | ---------------- | ------------ |
| Itálie       | ME 1988 | Neodehrál žádné ze 4 utkání |        |           |                  |                  |              |
| Itálie       | OH 1988 | 1 zápas ve skupině B        | 17. 9. | Guatemala | 90               | 1                | 5:2          |
| Itálie       | OH 1988 | 2 zápas ve skupině B        | 17. 9. | Zambie    | 90               | 0                | 0:4          |
| Itálie       | OH 1988 | 3 zápas ve skupině B        | 21. 9. | Irák      | 90               | 0                | 2:0          |
| Itálie       | OH 1988 | Čtvrtfinále                 | 25. 9. | Švédsko   | 120              | 0                | 2:1 v prodl. |
| Itálie       | OH 1988 | Semifinále                  | 27. 9. | SSSR      | 120              | 0                | 2:3 v prodl. |
| Itálie       | MS 1990 | O 3. místo                  | 7. 7.  | Anglie    | 90               | 0                | 2:1          |
| Itálie       | ME 2000 | 3 zápas ve skupině B        | 19. 6. | Švédsko   | 90               | 0                | 2:1          |

## Trenérská kariéra
Hned po skončení fotbalové kariéry v roce 2005, nastoupil do reprezentace jako technický spolupracovník trenéra Lippiho, kde slavil vítězství na MS 2006. Poté odešel do mládežnického sektoru Juventusu a když se vrátil na reprezentační lavičku Lippi, opět se stal jeho spolupracovníkem. Dne 18. května 2009 se stal trenérem Juventusu. Zůstal tam do 29. ledna 2010, kdy jej klub po špatných výsledcích odvolal. Další angažmá se mu podařilo domluvit u reprezentace Itálie U21. Federace s ním podepsala smlouvu 22. října 2010 a trvala do června 2012 po 19 utkání (12 vyhraných, 6 remíz, 1 prohra). Od srpna do prosince roku 2012 vedl Sampdorii a posledním angažmá byl čínský klub Wu-chan v roce 2016 a 2017.

## Hráčské úspěchy

### Klubové
- 7× vítěz italské ligy (1986/87, 1989/90, 1994/95, 1996/97, 1997/98, 2001/02, 2002/03)
- 2× vítěz italského poháru (1986/87, 1994/95)
- 5× vítěz italského superpoháru (1990, 1995, 1997, 2002, 2003)
- 1× vítěz Ligy mistrů (1995/96)
- 1× vítěz Poháru UEFA (1988/89)
- 1× vítěz evropského superpoháru (1996)
- 1× vítěz interkontinentálního poháru (1996)
- 1× vítěz poháru Intertoto (1999)

### Reprezentační
- 1× na MS (1990 - bronz)
- 2× na ME (1988 - bronz, 2000 - stříbro)
- 1× na OH (1988)

### Individuální
- 1x All Stars Team podle European Sports Media (1996/97)

### Vyznamenání
Řád zásluh o Italskou republiku (1991)

 Řád zásluh o Italskou republiku (2000)